# M864

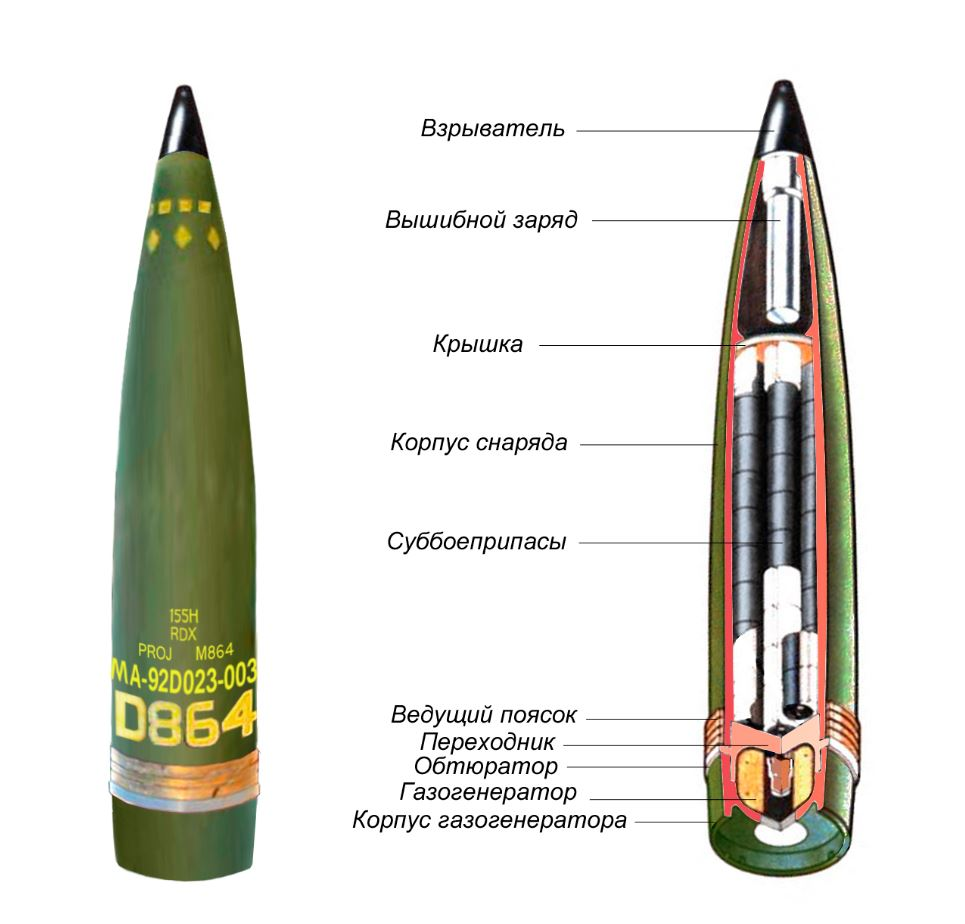
Касетний снаряд M864. Зовнішній вигляд та устрій

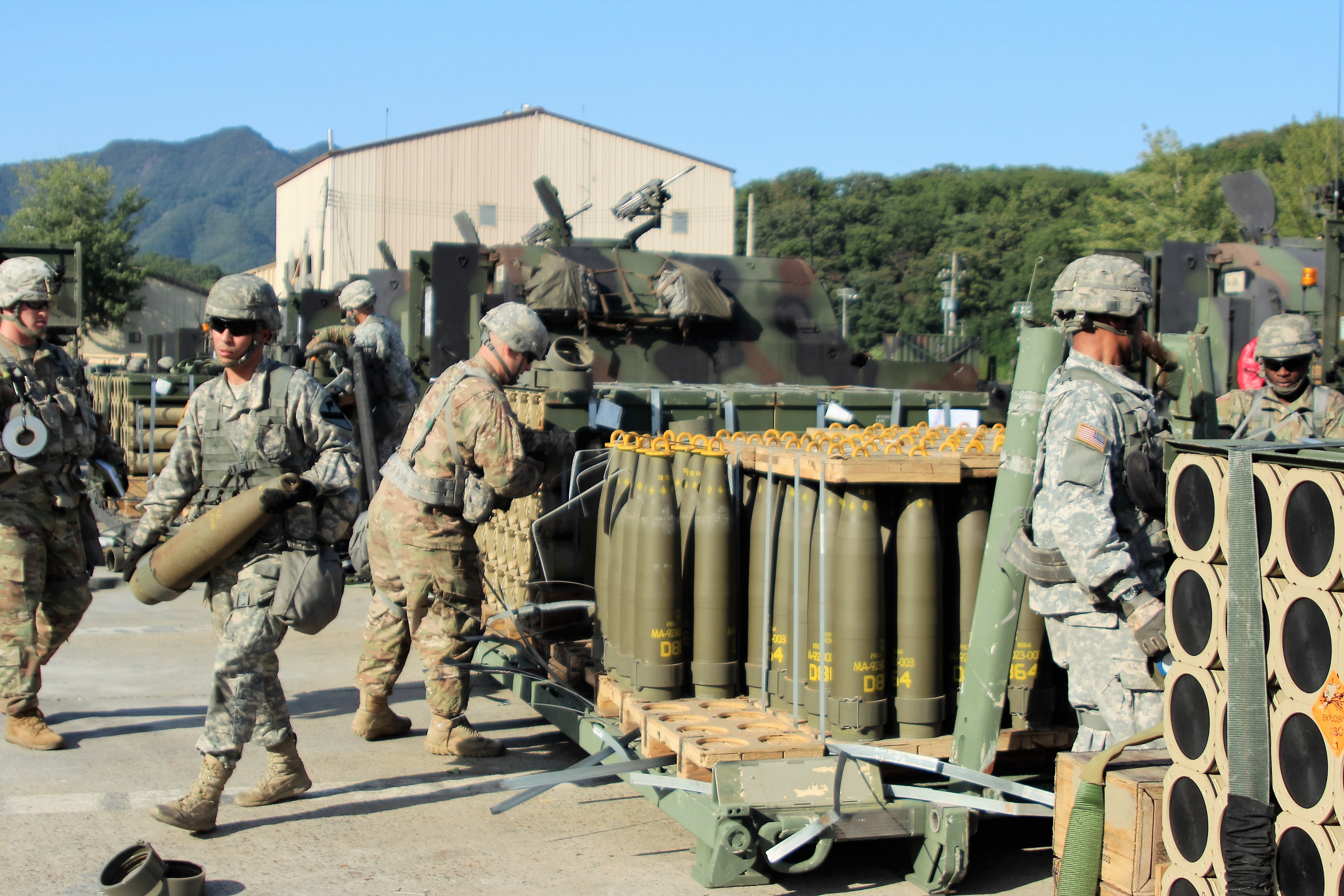
Американські військові відпрацьовують завдання з 155-мм артилерійськими боєприпасами DPICM

DPICM М864 — касетний артилерійський снаряд калібру 155 мм виробництва США. Для збільшення дальності стрільби в конструкції снаряда застосований донний газогенератор. Він був включений до арсеналу американської армії та використовувався в різних конфліктах та операціях.
Кожен снаряд M864 містить 72 касетних бойових елемента M42/M46 типу DPICM.
США на початку липня 2023 року офіційно оголосили про передачу Україні касетних боєприпасів DPICM M864 для 155-мм гаубиць.

## Історія

### Виробництво
Виробництво снарядів М864 DPICM (англ: dual-purpose improved conventional munition) розпочалося 1987 року. M864 є спільним проєктом Chamberlain Manufacturing Corporation та Talley Defense Systems. Chamberlain (після поглинення General Dynamics — Ordnance and Tactical Systems) виробляла металеві компоненти на армійському заводі боєприпасів у Скрентоні штату Пенсільванія в США.
Компанія Talley Defense Systems займалася виробництвом газогенераторів. Початкове виробництво газогенераторів низькими темпами здійснювалося в Месі, штат Аризона. З 1991 року виробництво було передано на армійський завод боєприпасів у Джоліті штату Іллінойс. Завод Joliet здатний виготовляти 15 000 газогенераторів на місяць. Проте все виробництво касетних боєприпасів у США до 2002 року було припинено. На момент зупинки виробництва компанія Talley Defense Systems поставила майже мільйон газогенераторів.
Приблизно 30 000 снарядів було відправлено до Перської затоки для операцій «Щит пустелі» та «Буря», але вони не використовувалися в бойових діях через відсутність відповідного програмного забезпечення в комп'ютерній системі батареї (BCS) армії США.

### Застосування у російсько-українській війні
США на початку липня 2023 року офіційно оголосили про передачу Україні касетних боєприпасів DPICM M864 для 155-мм гаубиць. В 20-х числах того ж місяця в соціальних мережах стали з'являтись фотографії даних снарядів на озброєнні українських артилеристів. Крім того, були поширені фото снарядів M483A1 в арсеналі українських артилеристів.
Українська повідомила ОБСЄ, що Сили Оборони України застосовують касетні боєприпаси виключно в районах зосередження російських військ на тимчасово захоплених територіях, ретельно фіксуючи всі випадки.

## Пристрій

### Снаряд
Артилерійський снаряд роздільного заряджання M864 є логічним розвитком снаряда M483A1 DPICM. У порівнянні з M483A1 він має більшу дальність завдяки наявності донного газогенератора, але через нього снаряд містить менше касетних бойових елементів. M864 містить 72 касетних бойових елементів DPICM (англ. dual-purpose improved conventional munition).
Корпус снаряда сталевий тонкостінний, виготовляється зі сталі марки 1340 або 4190. У носовій частині снаряда є різьбовий отвір для вкручування підривача. Також через цей отвір встановлюють або вишибний, або підривний заряд. При постачанні із заводу в отвір для підривача вкручена транспортна заглушка.
На корпусі снаряда ближче до місця з'єднання з корпусом газогенератора напресовано провідний поясок, виготовлений з латуні з вмістом 90 % міді та 10 % цинку. Відразу за пояском знаходиться пластиковий обтюратор.

### Газогенератор
Між корпусом газогенератора та перехідником вставлений бочкоподібний елемент, що складається з двох частин. Він виготовлений з полібутадієну Talley Defense.

### Касетні бойові елементи
Снаряд M864 містить касетні бойові елементи DPICM двох типів: 48 одиниць М42 (кумулятивно-уламковий) та 24 одиниці М46 (кумулятивний). Завдяки розсіюванню касетних бойових елементів снаряд здатен уразити більшу площу в порівнянні з унітарним.
Обидва типи бойових касетних елементів ідентичні за зовнішніми розмірами, хоча стінка М46 важча і товща, ніж у М42. На внутрішній поверхні стінки бойових елементів М42 є нарізи для утворення уламків. Бойові елементи М46 не мають таких нарізів.
Касетні бойові елементи M42/M46 містять 30,5 грамів вибухової речовини «Composition A5» яка утворює конус для ураження цілі кумулятивним струменем. Обидва типи бойових елементів 82,55 мм завдовжки. M42 важить 208 г, а M46 — 213 г.
Дані касетні бойові елементи не мають механізму самоліквідації.

## Принцип роботи
При пострілі заряд запалює газовиробний елемент (ГЕ) донного газогенератора, після чого інгібований HTPB відносно повільно горить протягом приблизно 22 секунд таким чином, що гази, які утворюються, заповнюють вакуум, створюваний аеродинамічний потоком повітря за оболонкою. Це зменшує опір позаду снаряду, тим самим збільшує його дальність.
У робочому режимі підривник уповільненої дії M577A1 спрацьовує у вибраний момент траєкторії польоту снаряда та ініціює вишибний заряд. У результаті цього виникає значний внутрішній тиск, який через притискну пластину і збірку бойових елементів зриває з різьблення перехідник з корпусом газогенератора, і відкидає його по ходу снаряда, після чого з корпусу снаряда викидаються касетні бойові елементи. Відцентрові сили розсіюють субелементи радіально від лінії польоту снаряда.
Субелементи зводяться механічно за рахунок обертання після викидання зі снаряда. Під час польоту вони стабілізуються і орієнтуються для удару за рахунок розгортання нейлонової стрічки, яка також створює обертальний момент для зведення підривника.
Бойові елементи детонують при ударі завдяки спрацьовування вбудованого ковзного підривника M337A1, який механічно ініціює детонатор M55. Кожен субелемент містить 30,5 г «Composition A5», сформованої в кумулятивний заряд з конусом під кутом 60°, спрямований вертикально вниз. Кумулятивний струмінь здатен пробити приблизно 70 мм гомогенної катаної броні. Фрагментація сталевих корпусів гранат призводить до враження піхоти супротивника.
Снаряд M864 також може працювати в режимі «реєстрації вогню». У цьому режимі замість вишибного заряду в нього встановлюють кумулятивний заряд. Коли підривник спрацьовує, сильна детонація викликає одночасну детонацію всіх 72 бойових елементів, в результаті чого снаряд має дію звичайного уламково-фугасного.

## Характеристики
- Довжина з підривником: 899 мм
- Вага без підривника: 46,3 кг
- Корисне навантаження: 72 касетних бойових елементів; 48 шт M42 та 24 шт M46
- Дальність: 28,4 км при стрільбі з гармати 39 калібрів завдовжки[7].